# Metecan Birsen
James Metecan Birsen, né le 6 avril 1995, à Kadıköy, en Turquie, est un joueur turco-irlandais de basket-ball. Il évolue au poste d'ailier.

## Biographie
En juin 2018, Birsen rejoint l'Anadolu Efes avec lequel il signe un contrat de deux ans.
En juin 2021, Birsen signe un contrat sur deux saisons avec le Fenerbahçe, son club formateur. Une troisième saison optionnelle est prévue dans le contrat.

## Palmarès
- Vainqueur de l'Euroligue 2024-2025 avec le Fenerbahçe
- Champion de Turquie : 2014, 2019, 2022 et 2024
- Champion de Turquie : 2013, 2024 et 2025
- Vainqueur de la Supercoupe de Turquie : 2013, 2018.
- Champion d'Europe des 20 ans et moins 2014.
- 3e du Championnat d'Europe des 20 ans et moins 2015.